# 朝倉孝景 (7代当主)
朝倉 孝景（あさくら たかかげ）は、室町時代中期の武将。朝倉氏の7代目当主。当初は祖父や父も名乗った教景（のりかげ）を名乗り、次いで敏景（としかげ）→教景→孝景の順で改名している。よって同名の曾孫と区別するために代表的な名乗りの1つである「朝倉敏景」（あさくら としかげ）と表記する事がある。また、法名から「英林孝景（えいりんたかかげ）」と呼ばれることも多い。以下、本項においては原則「孝景」で統一する。朝倉義景の高祖父。朝倉宗滴（教景）の父。なお、孝景が守護に任命されたとする説が存在するが、実際には越前守護代である。最初の戦国大名とされた人物でもある。

## 生涯

### 斯波氏の有力家臣
朝倉氏の先祖は日下部氏嫡流を称する但馬の古代武士団であり、当時は越前（福井県）の豪族であったが、南北朝時代を経て越前守護・斯波氏の重臣となった。父・家景は早くに亡くなったため、祖父の朝倉教景の補佐を受けた。
享徳元年（1452年）に主君にあたる越前守護の斯波義敏より偏諱（「敏」の字）を受けて教景（のりかげ）から敏景（としかげ）と改名するが、長禄2年（1458年）に始まった義敏と越前守護代甲斐常治の合戦（長禄合戦）では守護代側に与し、その主力として活躍する。その後、義敏と常治は幕府が間に入って和睦の話し合いがもたれたが、義敏の反対で成立しなかった。それにより義敏に反感を持った孝景は長禄3年（1459年）に「敏」の字を棄てて再び教景に名を戻している。
同年8月11日、足羽郡和田荘での合戦で守護側の堀江利真（孝景の義兄）・朝倉将景（孝景の叔父であり、舅）らを敗死させ、守護代方を勝利に導くとともに、その地位を高める。また、和田での合戦の翌12日、甲斐常治が京で亡くなったため、相対的に孝景の影響力が強まった。
長禄合戦の最中、合戦を引き起こした斯波義敏が8代将軍足利義政の忌諱に触れて周防に没落し、その子息松王丸（後の斯波義寛）がわずか3歳で守護となっていたものの、寛正2年（1461年）8月2日、足利庶流であり、堀越公方足利政知の執事でもある渋川義鏡の子息斯波義廉が斯波氏家督となる。
孝景は山名宗全と組んでこの廃嫡を仕組んだと言われているが、長禄4年（1460年）に孝景は甲斐常治の嫡子である甲斐敏光と共に遠江の今川範将が起こした一揆鎮圧の為に出陣しており、関東にも出兵、寛正2年10月の義廉と義政の対面に同席するまで京都に戻っていない為、否定説もある。
寛正5年（1464年）、孝景は越前にあった興福寺大乗院の荘園を犯したため、同年6月24日に大乗院によって「教景」の名を呪詛されてしまった。それを知った孝景は名を教景から孝景に改めている。しかし、「教」も「孝」も「のり」と読めるため、「孝景」の読みは「のりかげ」の可能性もあるとする。

### 応仁の乱
文正元年（1466年）7月24日、義廉は斯波氏家督を追われ、代わりに義敏が斯波氏惣領に復帰する。幕府政所執事伊勢貞親が、自己の妾と義敏の妾が姉妹であったため、義敏に肩入れしていたと言われるが、そうではなく関東の遠征軍組織に義廉が必要でなくなった為である（義廉の父・義鏡は政争に敗れ失脚）。これに反発した孝景と宗全らは、文正の政変を起こして伊勢貞親・季瓊真蘂・義敏・赤松政則らを京都から追放し、再び義廉が斯波氏惣領となる。
このような斯波氏の内訌に加え、足利将軍家や畠山氏の家督相続問題から、応仁元年（1467年）に応仁の乱が勃発すると、孝景は主家の斯波義廉と協力して西軍として活躍する。御霊合戦、上京の戦い、相国寺の戦いなど主要合戦に参戦、伏見稲荷に籠もって西軍を苦しめた足軽大将・骨皮道賢を討ち取ったのも孝景である。

### 越前平定戦
ところが、孝景は魚住景貞を窓口として東軍の浦上則宗と密かに接触し、文明3年（1471年）5月21日、将軍・義政及び細川勝元から守護権限行使の密約をもらって東軍に寝返る（同陣営となった義敏は義政の命令で中立を保つ。代わりに松王丸と義敏の父斯波持種を擁立）。この寝返りにより東軍が圧倒的優位になり、応仁の乱は終息へ向かう。東軍陣営の権威を背景に、孝景は越前の実効支配による領国化を進める。当初は苦戦するも、やがて勝利を重ねて実力で越前一国をほぼ手中に収めた（下記「戦歴」参照）。この際、斯波氏に代わり越前守護に任じられたとする説が存在していたものの、子の氏景が守護代に任じられていることから、実際には越前守護代であった。しかし、甲斐敏光や二宮氏、元服して義寛と改名した松王丸らの反撃を受け、一時苦境に立たされる中、文明13年（1481年）、54歳で死去する。
嫡男の氏景がその跡を継ぎ、3人の叔父経景・景冬・光玖の助力を得て、越前を統一した。
従来、一乗谷を朝倉氏の本拠としたのは孝景であると言われていたが、これは『 朝倉始末記』という流布本にのみ記載されているもので、他に根拠はない。『親元日記』などの史料により、かなり以前から朝倉氏が一乗谷に根拠を持っていたことが判明している。
また、分国法である「朝倉孝景条々」（朝倉敏景十七箇条）を制定したとされているが、これにも一部から疑義が呈されている。

## 人物・逸話

### 天下一の極悪人、天下悪事始業の張本人
朝倉孝景は、公領や公家領・寺社領の押領を多く行ったため、当時の権力層である「寺社」「公家」（寺社本所領）にとってはまさに仇敵だった。当時、寺社が得意としていた人々の信仰心を利用した呪殺目的の護摩祈祷も、改名など呪詛回避を熟知する孝景には通じず、一例として、寛正5年に発生した興福寺が荘園として越前領内に所有していた河口・坪江荘を巡る争いでは、一度は興福寺の安位寺経覚を通じて謝罪の起請文を提出するも、その後も侵犯を繰り返し、2つの荘園を半済することに成功している。公卿の1人で前中納言だった甘露寺親長は、日記の中で孝景のことを「天下悪事始行の張本」と評している。彼の死を聞いた際には「越前の朝倉孝景が死んだということだ。朝倉孝景は「天下一の極悪人」である。あのような男が死んだことは「近年まれに見る慶事」である」とまで記している（親長卿記）。また、一条兼良も自ら越前に下って孝景と直談判して家領の足羽御厨の回復を求めたが失敗に終わり、『桃華蘂葉』の中で「言語道断也」と記している。興福寺別当の経覚は、孝景の押領に対抗するため、延暦寺に追われていた親戚の本願寺8世法主・蓮如を自領の吉崎に匿い、代官の役目を負わせつつ浄土真宗の布教を許した。これが後に朝倉氏歴代を悩ませる一向一揆の温床となった。

### 人柄
- 連歌・和歌などに親しみ、歌僧正徹、連歌師宗祇などと交流を持っていた。
- 孝景は当時の武将としては珍しいくらい合理的な人物で、孝景条々17か条にその考えが記されている。刀や槍は名刀や名槍などに大金を使わず普通の槍をよく備えておくこと、合戦や城攻めでは吉日や方角などの吉凶に惑わされて攻め時を失うのは一番愚かな事で、詳細に虚実を図り臨機応変の策略を立てる事を第一とすることとしている[19]。また、たとえ歴代の家であっても無能であるなら奉行にしてはいけないと定めている[20]。
- 孝景は軍略に優れ応仁の乱や越前戦争の多くで勝利したが、それは孝景が智仁徳を備えた大将であったためという。『 朝倉始末記』によると孝景は豆を食べる時は兵卒と共に掴んで食べ、酒は家臣と酌み交わし、朝は早く起きて夜は兵卒を励まし、傷ついた者を治療しその死を悼んだ。そのため朝倉の兵卒は孝景と水魚の交わりで忠義を尽くしたという[19]。
- 寛正6年（1465年）1月、守護代の増沢甲斐守と戦った際に連歌会を催して油断を誘い、攻めてきた増沢軍を大いに破った。その際に合戦に連想する連歌を歌う余裕があったという[19]。
- 応仁の乱における孝景の活躍は目覚しくその軍は精強だった。そのため応仁元年（1467年）6月に義政が西軍の追討令を出すと、西軍諸大名の多くは賊軍になるのを恐れて降伏を申し出る者も多かったが、斯波義廉が降伏するには「朝倉孝景の首級」を持参することを条件とされており（『大乗院寺社雑事記』応仁元年6月12日条）、これは孝景が西軍の主力を成していたことを示している[21]。京都の各所で焼き働きして「一身、山名に残りおり候」と当時の史料に明記されている[21]。

## 戦歴
孝景の主だった戦歴は以下のとおりである（旧暦で記す）。
【長禄合戦】
- 長禄2年（1458年）11月1日 近江・越前国境、×甲斐敏光・孝景 ─ ○堀江利真
- 長禄3年（1459年）5月13日 越前・金ヶ崎城、○甲斐敏光・孝景 ─ ×斯波義敏
- 長禄3年（1459年）8月11日 越前・足羽郡和田、○孝景・堀江庶流 ─ ×堀江利真・朝倉将景ら

【応仁の乱─京都】
- 応仁元年（1467年）1月21日 京都、○孝景 ─ ×大野持種
- 応仁元年（1467年）5月26日 京都、○孝景外 ─ ×京極持清
- 応仁元年（1467年）6月8日 京都、○孝景 ─ ×京極持清
- 応仁元年（1467年）6月11日 京都、○孝景 ─ ×細川成之
- 応仁元年（1467年）6月14日 京都・二条、○孝景 ─ ×武田信賢
- 応仁2年（1468年）3月21日 京都・山科、○孝景 ─ ×骨皮道賢

【応仁の乱─越前】
- 文明3年（1471年）6月10日 越前、○孝景 ─ ×甲斐方
- 文明3年（1471年）7月21日 越前・河俣、×孝景 ─ ○甲斐方
- 文明3年（1471年）8月24日 越前・鯖江外、○孝景 ─ ×甲斐方
- 文明3年（1471年）9月11日 越前・清水谷、△孝景 ─ △池田勘解由左衛門尉（時忠か）
- 文明4年（1472年）8月6日 越前・府中、○孝景 ─ ×甲斐方（府中守護所落去）
- 文明4年（1472年）8月8日 越前・長崎、○孝景 ─ ×甲斐方
- 文明5年（1473年）8月8日 越前・樋山外、○孝景 ─ ×甲斐方
- 文明6年（1474年）1月18日 越前・杣山、○孝景 ─ ×甲斐方
- 文明7年（1475年）2月14日 越前・犬山、○孝景 ─ ×二宮方
- 文明7年（1475年）11月3日 越前・井野、○孝景 ─ ×二宮左近将監・二宮駿河守
- 文明7年（1475年）12月3日 越前・土橋、○孝景 ─ ×二宮方（土橋城落城）

## 墓所

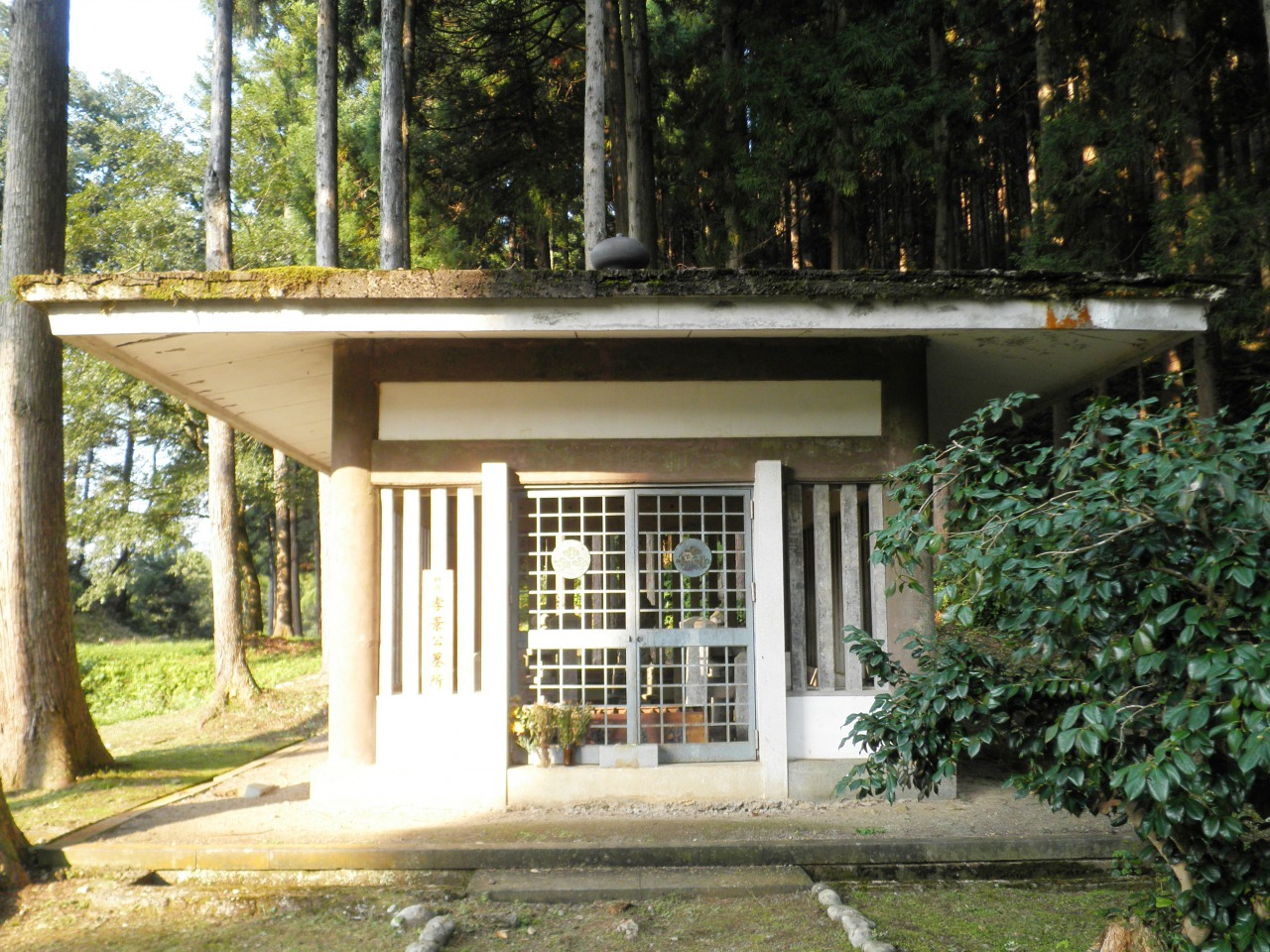
英林塚

墓所は福井市城戸ノ内町にある英林塚。「英林」は出家後の名で、この塚には越前に危機が迫ると鳴動するという伝承がある。一乗谷朝倉氏遺跡の唐門から徒歩5分のところにある。